# Pallavolo ai XXIX Giochi del Sud-est asiatico - Torneo femminile
Il torneo femminile di pallavolo ai XXIX Giochi del Sud-est asiatico si è svolta dal 23 al 27 agosto 2017 a Kuala Lumpur, in Malaysia, durante i XXIX Giochi del Sud-est asiatico: al torneo hanno partecipato sei squadre nazionali del Sud-est asiatico e la vittoria finale è andata per la tredicesima volta, l'undicesima consecutiva, alla Thailandia.

## Impianti
| |  |  |
| |  |  |
| Malaysia International Trade & Exhibition Centre Città: Kuala Lumpur Capienza: - Anno d'apertura: - |  |  |

## Regolamento

### Formula
Le squadre hanno disputato una prima fase a gironi con formula del girone all'italiana; al termine della prima fase:
- Le prime due classificate hanno acceduto alla fase finale per il primo posto strutturata in semifinali, finale per il terzo posto e finale.

### Criteri di classifica
Se il risultato finale è stato di 3-0 o 3-1 sono stati assegnati 3 punti alla squadra vincente e 0 a quella sconfitta, se il risultato finale è stato di 3-2 sono stati assegnati 2 punti alla squadra vincente e 1 a quella sconfitta.
L'ordine del posizionamento in classifica è stato definito in base a:
- Punti;
- Ratio dei set vinti/persi;
- Ratio dei punti realizzati/subiti.

## Squadre partecipanti
| Squadra    | Qualificazione      | Ultima partecipazione |
| ---------- | ------------------- | --------------------- |
| Birmania   | -                   | Singapore 2015        |
| Filippine  | -                   | Singapore 2015        |
| Indonesia  | -                   | Singapore 2015        |
| Malaysia   | Paese organizzatore | Singapore 2015        |
| Thailandia | -                   | Singapore 2015        |
| Vietnam    | -                   | Singapore 2015        |

## Torneo

### Fase a gironi
| Girone A   | Girone B  |
| ---------- | --------- |
| Birmania   | Filippine |
| Indonesia  | Malaysia  |
| Thailandia | Vietnam   |

#### Girone A

##### Risultati
| 23 agosto 2017 Malaysia International Centre, Kuala Lumpur Durata: ? - Spettatori: ? | Thailandia | 3 - 0 | Indonesia  | 25-18, 25-16, 25-10 |
| 24 agosto 2017 Malaysia International Centre, Kuala Lumpur Durata: ? - Spettatori: ? | Birmania   | 0 - 3 | Thailandia | 8-25, 10-25, 13-25  |
| 25 agosto 2017 Malaysia International Centre, Kuala Lumpur Durata: ? - Spettatori: ? | Indonesia  | 3 - 0 | Birmania   | 25-12, 25-13, 25-7  |

##### Classifica
| Pos. | Squadra    | Pt | G | V | P | SV | SP | Ratio | PF  | PS  | Ratio |
| ---- | ---------- | -- | - | - | - | -- | -- | ----- | --- | --- | ----- |
| 1.   | Thailandia | 6  | 2 | 2 | 0 | 6  | 0  | MAX   | 150 | 75  | 2,000 |
| 2.   | Indonesia  | 3  | 2 | 1 | 1 | 3  | 3  | 1,000 | 119 | 107 | 1,112 |
| 3.   | Birmania   | 0  | 2 | 0 | 2 | 0  | 6  | 0,000 | 63  | 150 | 0,420 |

      Qualificata alla fase finale per il primo posto.

#### Girone B

##### Risultati
| 23 agosto 2017 Malaysia International Centre, Kuala Lumpur Durata: ? - Spettatori: ? | Malaysia  | 0 - 3 | Vietnam   | 17-25, 7-25, 11-25  |
| 24 agosto 2017 Malaysia International Centre, Kuala Lumpur Durata: ? - Spettatori: ? | Filippine | 3 - 0 | Malaysia  | 25-18, 25-11, 25-16 |
| 25 agosto 2017 Malaysia International Centre, Kuala Lumpur Durata: ? - Spettatori: ? | Vietnam   | 3 - 0 | Filippine | 26-24, 25-12, 25-23 |

##### Classifica
| Pos. | Squadra   | Pt | G | V | P | SV | SP | Ratio | PF  | PS  | Ratio |
| ---- | --------- | -- | - | - | - | -- | -- | ----- | --- | --- | ----- |
| 1.   | Vietnam   | 6  | 2 | 2 | 0 | 6  | 0  | MAX   | 151 | 94  | 1,606 |
| 2.   | Filippine | 3  | 2 | 1 | 1 | 3  | 3  | 1,000 | 134 | 121 | 1,107 |
| 3.   | Malaysia  | 0  | 2 | 0 | 2 | 0  | 6  | 0,000 | 80  | 150 | 0,533 |

      Qualificata alla fase finale per il primo posto.

### Finali 1º e 3º posto
|  | Semifinali | Semifinali | Semifinali |                 |    | Finale     | Finale    | Finale |
|  |            |            |            |                 |    |            |           |        |
|  | 1A         | Thailandia | 3          |                 |    |            |           |        |
|  | 1A         | Thailandia | 3          |                 |    |            |           |        |
|  | 2B         | Filippine  | 0          |                 |    |            |           |        |
|  | 2B         | Filippine  | 0          |                 | 1A | Thailandia | 0         |        |
|  |            |            |            |                 | 1A | Thailandia | 0         |        |
|  |            |            |            |                 |    | 1B         | Indonesia | 3      |
|  | 2A         | Indonesia  | 3          |                 |    | 1B         | Indonesia | 3      |
|  | 2A         | Indonesia  | 3          |                 |    |            |           |        |
|  | 1B         | Vietnam    | 2          |                 |    |            |           |        |
|  | 1B         | Vietnam    | 2          | Finale 3° posto |    |            |           |        |
|  |            |            |            |                 |    |            |           |        |
|  |            |            |            |                 |    | 2B         | Filippine | 3      |
|  |            |            |            |                 |    | 2B         | Filippine | 3      |
|  |            |            |            |                 |    | 1B         | Vietnam   | 0      |

#### Semifinali
| 26 agosto 2017 Malaysia International Centre, Kuala Lumpur Durata: ? - Spettatori: ? | Thailandia | 3 - 0 | Filippine | 25-21, 25-17, 25-17               |
| 26 agosto 2017 Malaysia International Centre, Kuala Lumpur Durata: ? - Spettatori: ? | Indonesia  | 3 - 2 | Vietnam   | 18-25, 25-21, 29-27, 15-25, 15-13 |

#### Finale 3º posto
| 27 agosto 2017 Malaysia International Centre, Kuala Lumpur Durata: ? - Spettatori: ? | Filippine | 1 - 3 | Vietnam | 27-25, 22-25, 20-25, 21-25 |

#### Finale
| 27 agosto 2017 Malaysia International Centre, Kuala Lumpur Durata: ? - Spettatori: ? | Thailandia | 3 - 0 | Indonesia | 25-18, 26-24, 26-24 |

## Podio

### Campione
Formazione: Kongyot, Moksri, Bamrungsuk, Bundasak, Tomkom, Kokram, Pannoy, Thinkaow, Guedpard, Chaisri, Boonlert, Apinyapong, CT: Sriwatcharamethakul

### Secondo posto
Formazione: Manganang, Pangestuti, Marshella, Budiarty, Pertiwi, Salsabila, Andriyanti, Agustina, Lutfi, Sugandi, Pangestika, Yuliana, CT: -

### Terzo posto
Formazione: Thị Ngà, Vũ Thanh Tuyền, Thị Thúy, Thị Xuân, Ngọc Diễm, Thanh Thúy, Linh Chi, Thị Hồng Đào, Thị Kim Liên, Thị Ngọc Hoa, Thị Kim Huệ, Thị Thanh Thuý, CT: -

## Classifica finale
| Pos | Squadra    |
| --- | ---------- |
|     | Thailandia |
|     | Indonesia  |
|     | Vietnam    |
| 4   | Filippine  |
| 5   | Birmania   |
| 5   | Malaysia   |